# Świdwin (gromada)
Świdwin – dawna gromada, czyli najmniejsza jednostka podziału terytorialnego Polskiej Rzeczypospolitej Ludowej w latach 1954–1972.
Gromady, z gromadzkimi radami narodowymi (GRN) jako organami władzy najniższego stopnia na wsi, funkcjonowały od reformy reorganizującej administrację wiejską przeprowadzonej jesienią 1954 do momentu ich zniesienia z dniem 1 stycznia 1973, tym samym wypierając organizację gminną w latach 1954–1972.
Gromadę Świdwin z siedzibą GRN w mieście Świdwinie (nie wchodzącym w jej skład) utworzono 31 grudnia 1959 w powiecie świdwińskim w woj. koszalińskim z obszarów zniesionych gromad Biały Zdrój (bez wsi Ciechnowo) i Oparzno (bez wsi Łąkowo) w tymże powiecie.
31 grudnia 1961 do gromady Świdwin włączono obszar zniesionej gromady Nielep (oprócz wsi Kłodzino i Dołganów) oraz wieś Smardzko ze zniesionej gromady Sława w tymże powiecie.
W 1965 roku gromadą zarządzało 21 członków gromadzkiej rady narodowej.
31 grudnia 1971 do gromady Świdwin włączono obszar zniesionej gromady Lekowo (bez wsi Jastrzębniki, Słowieńsko, Kartlewo, Międzyrzecze i Ząbrowo) w tymże powiecie.
1 stycznia 1972 do gromady Świdwin włączono grunty o powierzchni 1356 ha z miasta Świdwin w tymże powiecie.
Gromada przetrwała do końca 1972 roku, czyli do kolejnej reformy gminnej. 1 stycznia 1973 w powiecie świdwińskim utworzono gminę Świdwin.